# Pleopeltis suboligolepida
Pleopeltis suboligolepida là một loài dương xỉ trong họ Polypodiaceae. Loài này được Panigrahi mô tả khoa học đầu tiên năm 1990.
Danh pháp khoa học của loài này chưa được làm sáng tỏ. 